# بخش لیک (شهرستان استارک، اوهایو)
بخش لیک (به انگلیسی: Lake Township) یک منطقهٔ مسکونی در ایالات متحده آمریکا است که در شهرستان استارک، اوهایو واقع شده است. بخش لیک ۹۱٫۰ کیلومتر مربع مساحت و ۲۵٬۸۹۲ نفر جمعیت دارد و ۳۵۲ متر بالاتر از سطح دریا واقع شده است.